# Hymenancora interjecta
Hymenancora interjecta är en svampdjursart som beskrevs av William Lundbeck 1910. Hymenancora interjecta ingår i släktet Hymenancora och familjen Myxillidae. Inga underarter finns listade i Catalogue of Life.